# 中华人民共和国国民经济和社会发展第十二个五年规划纲要

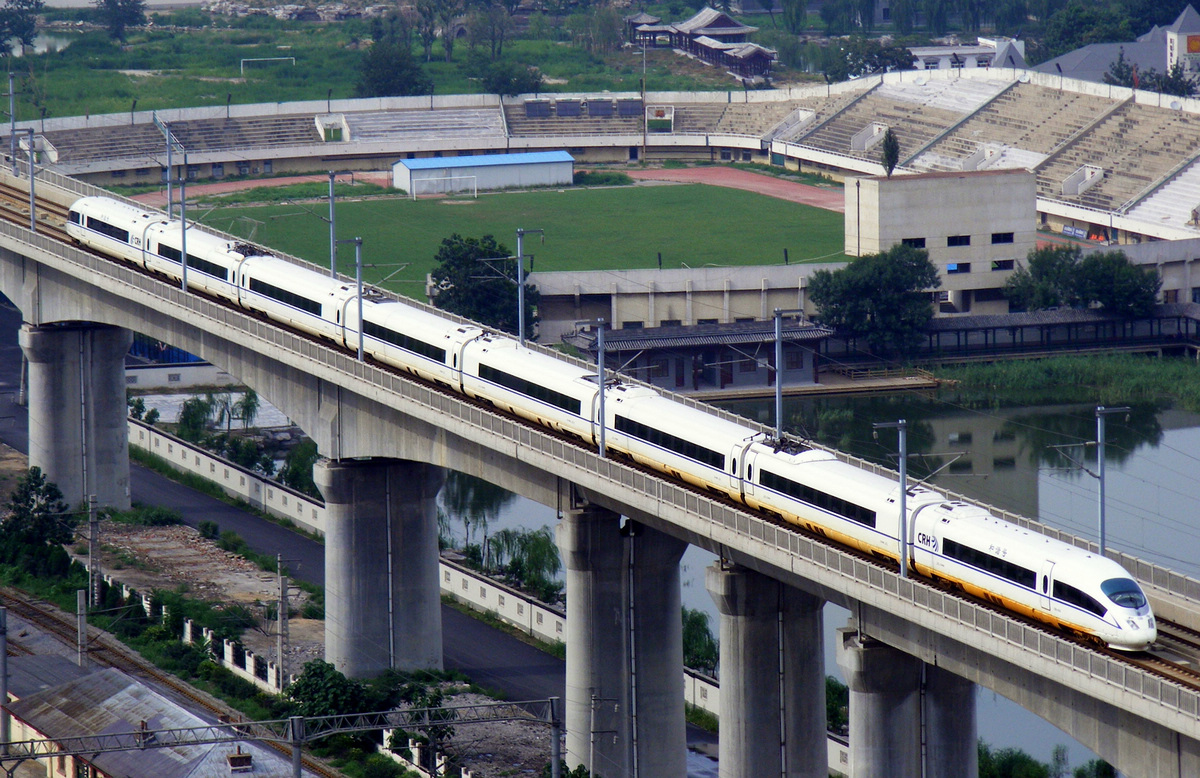
四縱四橫高鐵

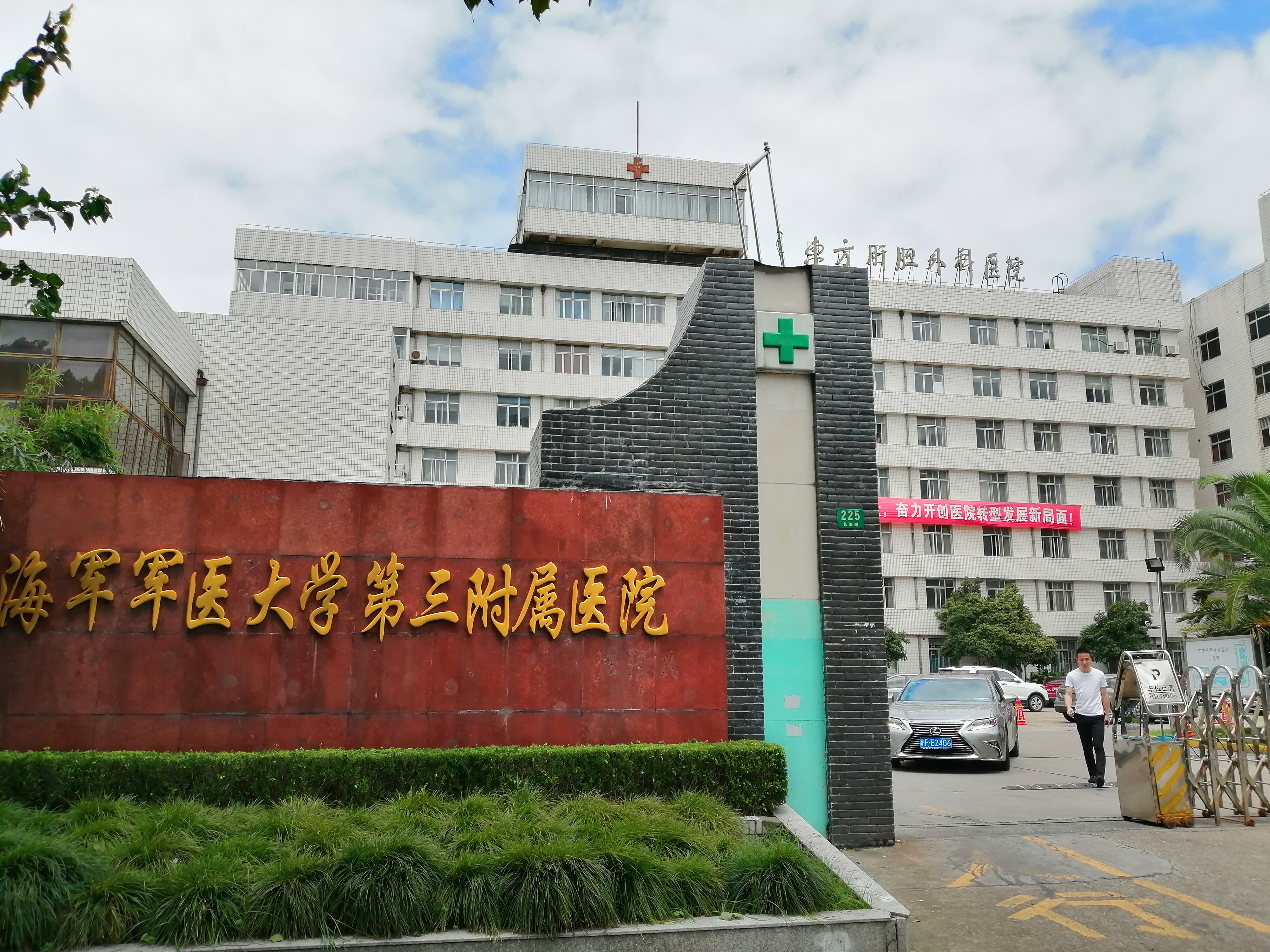
县级医院强化改革和医疗用品国产化

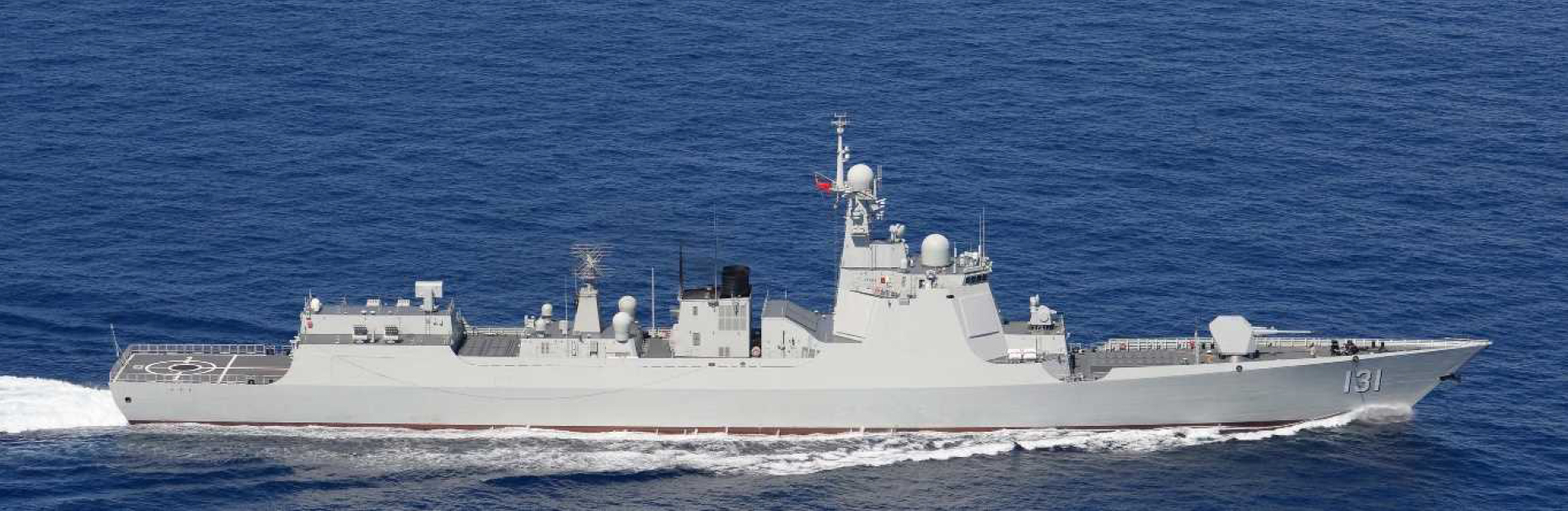
国产战舰大量下水（圖為052D型艦)

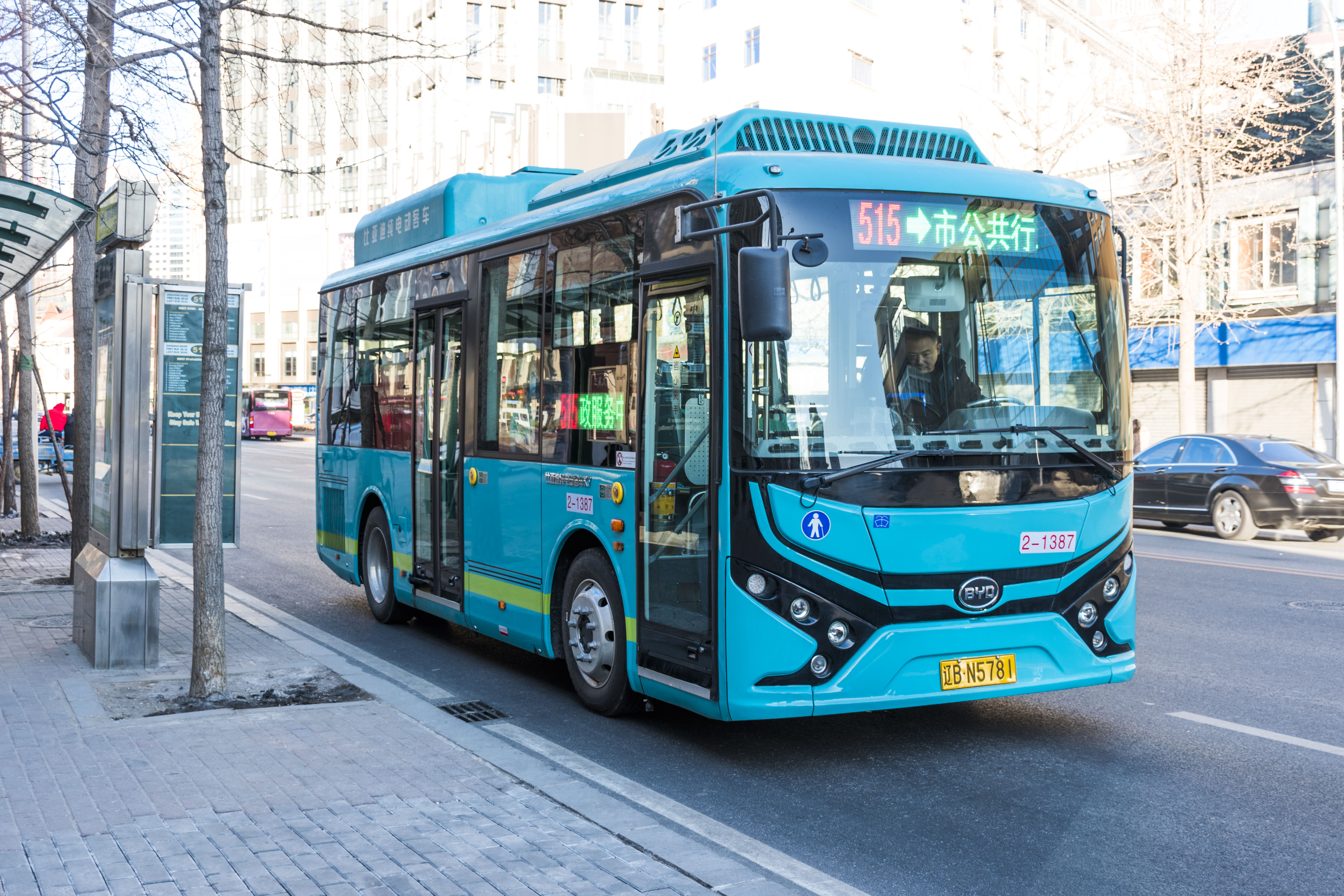
Dalian 515 BYD K7

中华人民共和国国民经济和社会发展第十二个五年规划纲要（简称“十二五”规划或十二五）是指中华人民共和国制定的从2011年到2015年发展国民经济的计划。2010年10月，全国人大审议“十二五”规划建议草案，於2011年5月出台，“十二五”正式规划，將反腐敗與深化改革、環保問題等經濟結構初步轉型列為重點目標。

## 內容綱要
- 全面建成小康社會
- 全面深化改革
- 全面依法治國
- 全面從嚴治黨

## 具體政策
十二五政策主軸通稱為「全面深化改革」，包含多面向政策，通常由試點開始後總結優缺點再逐步推廣。

### 體制建設
- 設立中央八項規定反腐調查月報制。[1]
- 許多省份所有市县都派驻城乡规划督察员，執行城鎮化發展監督，戶籍改革小型城市全面開放農民遷入，大型城市有條件開放。[2]
- 2011年温家宝表示创新机制和干部考核的标准。[3]2013年7月8日中央下令全國公務員辦公費用和差旅費需縮減5%。
- 国务院印发县级公立医院改革報告，加強醫療資源和大病保險[4]，十二五後实现大病不出县，考核效果与院长任免挂钩。[5]
- 2014年6月6日通過「關於司法改革問題試點若干問題的框架意見」開始進行司法制度改革，實行審判長責任制以及地方法院財源與地方政府脫鉤的改革。
- 2014年下半年起中國國營養老保險制改革。
- 2015年全面公安警務改革。[6]

### 經濟建設
- 2013年8月開始推動上海自由贸易试验区。
- 2013年12月出台重大生態工程批量政策，包含京津風沙源治理和青海、甘肅、五大湖區環保優化工程。[7]
- 十二五規劃全國機場航空管理系統現代化於2012年已獲審批。[8]
- 十二五期间，有色金属工业加值年均增速需达10%，单位加值能耗降18%，单位加值二氧化碳排放量需降低18%。
- 十二五期间铁路投资2.8万亿人民幣。[9]
- 全国特高压電網工程将投资超过5000亿人民幣。
- 2011年新18號文件出台，鼓勵積體電路產業往合併大而強方向發展構建合作聯盟、兼併重組、專利佈局。[10]
- 為配合十二五規劃下金融發展，香港推出人民幣業務傑出大奬促進香港離岸人民幣中心特質。
- 2013年上半年中國中央突然執行收緊銀根動作，許多銀行拆借出現困難，被認為是十二五規劃下金融相關措施一環，可能與導引投資流向有關。[11]
- 目標2015年食品工业质量抽检合格率需达到97%以上，生產设备國產化率提高到50%。[12]

## 重大社會转折
- 劳动人口比例由上升转为下降，代表中国正式进入老龄化社会，人口红利不再。[13]
- 城镇人口超越农村人口。[14]